# Archidiocèse de Sarajevo
L'archidiocèse de Sarajevo (en latin: Archidioecesis Vrhbosnensis o Seraiensis) est un archidiocèse catholique de Bosnie-Herzégovine.